# Rubens de Falco
Rubens de Falco Costa (São Paulo, 19 de outubro de 1931 — São Paulo, 22 de fevereiro de 2008) foi um ator brasileiro. Conhecido por interpretar vilões e homens poderosos, tornou-se conhecido mundialmente por sua atuação como o antagonista Leôncio na novela Escrava Isaura (1976), exibida pela Rede Globo.
Destacou-se em outras novelas da emissora, como O Grito (1975), A Sucessora (1978), Gaivotas (1979), Sinhá Moça (1986) e Bambolê (1987). Interpretou por duas vezes o protagonista Conde Drácula nas novelas Drácula, uma História de Amor (1980) e Um Homem Muito Especial (1980), – ambos projetos de Rubens Ewald Filho exibidos pela Rede Tupi e Rede Bandeirantes, respectivamente.
Seu último papel na televisão foi justamente no projeto em que mais se destacou na carreira: o remake de A Escrava Isaura (2004), exibido pela RecordTV, desta vez como o Comendador Almeida, pai do vilão Leôncio.

## Biografia

### Carreira
No início da carreira, em 1955, participou das atividades dos jograis em São Paulo, ao lado de nomes como Armando Bogus, Rui Afonso, Ítalo Rossi e Felipe Wagner.
De marcantes atuações no teatro (tendo participado, dentre outras peças, da montagem original de Os Ossos do Barão, de Jorge Andrade, em 1963 no Teatro Brasileiro de Comédia), Rubens foi ter o reconhecimento de crítica e público ao começar a atuar na televisão, sendo frequentemente escalado para papéis em telenovelas.
Fez parte do elenco das últimas novelas levadas ao ar pelas TVs Tupi e Manchete: Drácula e Brida, respectivamente.
Em 1976 interpreta Leôncio Almeida, o senhor algoz da personagem-título de Escrava Isaura, um dos maiores vilões da teledramaturgia brasileira, é considerado o maior papel de Rubens na TV. O sucesso da novela lhe deu fama internacional, tendo viajado o mundo inteiro ao lado de Lucélia Santos. Um exemplo do sucesso foi a recepção calorosa que ambos receberam na Polônia para o lançamento da novela.
Nesse mesmo veículo, Rubens protagonizou por duas vezes o papel de imperador - Maximiliano em A Rainha Louca (1967), e Francisco José em A Última Valsa (1969) -, além de outras personagens de sucesso como o misterioso Agenor em O Grito (1975); Samir Hayala em O Astro (1977); Roberto Steen, o protagonista masculino de A Sucessora (1978) ou o poderoso Daniel em Gaivotas (1979).
Foi também o Barão de Araruna na primeira versão da novela Sinhá Moça (1986).
Em 2004 participou da regravação de A Escrava Isaura na Rede Record, desta vez no papel de Comendador Almeida, pai de Leôncio.

### Vida pessoal e morte
Nasceu na rua Rego Freitas no distrito da República, centro de São Paulo, filho de Renato Breno da Costa e Anna De Falco. Seu pai era tesoureiro nos Diários Associados e na Rádio Tupi, o que garantia uma vida confortável para família. Rubens tinha doze anos quando seu pai morreu ainda jovem, devido a problemas cardíacos. A partir de então, a família começou a passar por dificuldades financeiras, precisando se mudar para uma casa simples no bairro do Itaim.
Foi casado com a atriz Susana Vieira, relação que se iniciou durante as gravações da novela A Sucessora e ambos chegaram a morar juntos por um ano em Portugal.
Em entrevista a Nydia Licia em 2005, para o livro Rubens de Falco - Um Internacional Ator Brasileiro, declarou ter ojeriza à palavra "casamento", citando o dramaturgo inglês Tom Stoppard:

O que me desanima no casamento é a vida em comum, a invasão da individualidade. Acho que, no casamento, a norma deveria ser: cada um na sua casa. Nada de um interferir na privacidade do outro. E é melhor não tocar mais no assunto.— Rubens de Falco - Um Internacional Ator Brasileiro - Coleção Aplauso, 2005
Em outubro de 2006, sofreu um  acidente vascular cerebral. Em virtude de problemas decorrentes deste AVC, o ator esteve internado de outubro de 2006 a 22 de fevereiro de 2008, no Centro Integrado de Atendimento ao Idoso (CIAI), em São Paulo, quando faleceu vítima de um ataque cardíaco, decorrente de uma embolia, aos 76 anos.

## Filmografia

### Televisão
| Ano  | Título                        | Papel                                            | Emissora          |
| ---- | ----------------------------- | ------------------------------------------------ | ----------------- |
| 1961 | Maria Antonieta               |                                                  | TV Cultura        |
| 1966 | O Rei dos Ciganos             | Claude Ludenwerg                                 | Rede Globo        |
| 1967 | A Rainha Louca                | Imperador Maximiliano                            | Rede Globo        |
| 1968 | Demian, o Justiceiro          | Anderson                                         | Rede Globo        |
| 1968 | Passo dos Ventos              | René Antoine                                     | Rede Globo        |
| 1969 | A Última Valsa                | Imperador Francisco José                         | Rede Globo        |
| 1973 | Tempo de Viver                | Maurício                                         | Rede Tupi         |
| 1974 | Supermanoela                  | Diógenes                                         | Rede Globo        |
| 1975 | Gabriela                      | Pimentel                                         | Rede Globo        |
| 1975 | Escalada                      | Comendador                                       | Rede Globo        |
| 1975 | O Grito                       | Agenor                                           | Rede Globo        |
| 1976 | Escrava Isaura                | Leôncio Almeida                                  | Rede Globo        |
| 1977 | Dona Xepa                     | Heitor Camargo                                   | Rede Globo        |
| 1977 | O Astro                       | Samir Hayala                                     | Rede Globo        |
| 1978 | A Sucessora                   | Roberto Stein                                    | Rede Globo        |
| 1979 | Gaivotas                      | Daniel                                           | Rede Tupi         |
| 1979 | Os Maias                      |                                                  | RTP               |
| 1980 | Cabaret Literário             |                                                  | TV Cultura        |
| 1980 | Drácula, uma História de Amor | Drácula                                          | Rede Tupi         |
| 1980 | Um Homem Muito Especial       | Conde Vladimir (Drácula)                         | Rede Bandeirantes |
| 1981 | Os Imigrantes                 | Antonio di Salvio                                | Rede Bandeirantes |
| 1982 | Campeão                       | Jorge Salém                                      | Rede Bandeirantes |
| 1982 | La Bruja                      | Venacio Do Santos                                | Venevision        |
| 1983 | Maçã do Amor                  | Daniel e Paulo Cardoso                           | Rede Bandeirantes |
| 1984 | Padre Cícero                  | Floro Bartolomeu                                 | Rede Globo        |
| 1984 | Viver a Vida                  | Rodolfo                                          | Rede Manchete     |
| 1985 | Grande Sertão Veredas         | Joca Ramiro                                      | Rede Globo        |
| 1986 | Sinhá Moça                    | Coronel Ferreira (Barão de Araruna)              | Rede Globo        |
| 1987 | Bambolê                       | Nestor Barreto                                   | Rede Globo        |
| 1989 | Pacto de Sangue               | Abílio Mendonça                                  | Rede Globo        |
| 1990 | Brasileiras e Brasileiros     | Ramiro                                           | SBT               |
| 1991 | Salomé                        | McGregor                                         | Rede Globo        |
| 1994 | Memorial de Maria Moura       | Coronel Tibúrcio do Garrote                      | Rede Globo        |
| 1994 | Confissões de Adolescente     | Dr. Rogério (Episódio: "Essa Tal de Virgindade") | TV Cultura        |
| 1995 | Sangue do Meu Sangue          | Mário Albuquerque Soares                         | SBT               |
| 1997 | Os Ossos do Barão             | Cândido Caldas Penteado                          | SBT               |
| 1998 | Brida                         | Vargas                                           | Rede Manchete     |
| 2004 | A Escrava Isaura              | Comendador Leopoldo Almeida                      | Record TV         |

### Cinema
| Ano  | Título                           | Personagem                                  |
| ---- | -------------------------------- | ------------------------------------------- |
| 2008 | Fim da Linha                     | Deputado Ernesto Alves (lançamento póstumo) |
| 2001 | Sonhos Tropicais                 | General Travassos                           |
| 1996 | O Monge e a Filha do Carrasco    | Mestre Salineiro                            |
| 1985 | Un hombre de éxito               | Iriarte                                     |
| 1985 | Na Hora Texaco                   | Julio                                       |
| 1984 | Macho y hembra                   | Vicente                                     |
| 1981 | Pixote, a Lei do Mais Fraco      | Juiz                                        |
| 1980 | A Dama de Branco                 | Maurício                                    |
| 1979 | Os Foragidos da Violência        | Pedreira                                    |
| 1978 | Coronel Delmiro Gouveia          | Coronel Delmiro Gouveia                     |
| 1977 | Esse Rio Muito Louco             | —                                           |
| 1976 | O Homem da Cabeça de Ouro        | Daniel                                      |
| 1976 | Deixa Amorzinho... deixa         | —                                           |
| 1975 | O Sósia da Morte                 | Narciso                                     |
| 1975 | Nós, Os Canalhas                 | Herculano "Tatá"                            |
| 1974 | O Mau Caráter                    | Moreira Silva                               |
| 1973 | Café na Cama                     | Flávio                                      |
| 1972 | Missão Matar                     | John Dorcas                                 |
| 1972 | A Difícil Vida Fácil             | Ricardo                                     |
| 1971 | Uma Pantera em Minha Cama        | Renato Lira                                 |
| 1970 | Anjos e Demônios                 | Advogado no tribunal                        |
| 1969 | Tempo de Violência               | "F"                                         |
| 1969 | O Impossível Acontece            | —                                           |
| 1968 | O Homem que Comprou o Mundo      | Imperador Maximiliano                       |
| 1966 | Engraçadinha — Depois dos Trinta | —                                           |
| 1966 | Essa Gatinha É Minha             | —                                           |
| 1958 | O Pão Que o Diabo Amassou        | —                                           |
| 1957 | O Capanga                        | —                                           |
| 1954 | Floradas na Serra                | Moacir                                      |
| 1953 | Esquina da Ilusão                | Rubens                                      |
| 1952 | Apassionata                      | —                                           |

### Narração
| Ano  | Título              | Papel        |
| ---- | ------------------- | ------------ |
| 1959 | Moral em Concordata | documentário |